# Sunsilk
Sunsilk è un marchio britannico di prodotti per la cura dei capelli, principalmente indirizzati ad un target femminile, prodotto dal gruppo Unilever, considerata l'azienda leader al mondo nelle vendite di balsamo per capelli, e la seconda per le vendite di shampoo. Sunsilk è il principale marchio per la cura dei capelli della Unilever, ed è classificato come uno conglomerati olandese-britannica da "un milione di dollari". Gli shampoo, i balsami e gli altri prodotti per la cura dei capelli della Sunsilk sono commercializzati in sessantanove nazioni in tutto il mondo.
Sunsilk è venduta sotto una varietà di differenti nomi a seconda del mercato in cui si trova, come per esempio Elidor, Seda e Sedal. Il marchio è stato lanciato sul mercato, inizialmente nel Regno Unito nel 1954, e nel 1955 è stata lanciata la prima campagna pubblicitaria televisiva. Durante gli anni sessanta, una pubblicità televisiva della Sunsilk utilizzava un jingle composto da John Barry, The girl with the sun in her hair, che divenne così popolare da essere successivamente pubblicato come singolo. Fra i nuovi collaboratori Sunsilk figura Yuko Yamashita. la campagna promozionale "Life Can't Wait", lanciata nel 2009, vede protagoniste Madonna, Shakira, Marilyn Monroe e Marian Rivera.